# Karin Resetarits
Karin Resetarits, née Kraml le 15 décembre 1961 à Vienne, est une femme politique et journaliste autrichienne.

## Carrière de journaliste
Elle commence sa carrière de journaliste à la ORF où elle rencontre son mari Peter Resetarits (de). Elle devient animatrice des émissions Zeit im Bild et Treffpunkt Kultur.

De 2003 à 2004, elle est l'animatrice d'une émission quotidienne sur la radio Krone Hitradio.

## Carrière politique
En 2004, elle devient membre du Parlement européen, d'abord sous la Liste Hans-Peter Martin puis avec le Forum Libéral jusqu'en 2009. 
En 2008, elle est annoncée comme tête de liste de son parti à Salzbourg aux élections législatives autrichiennes de 2008, mais le Forum Libéral n'arrive pas à convaincre et aucun représentant n'est élu au parlement.